# Polémica das vestimentas

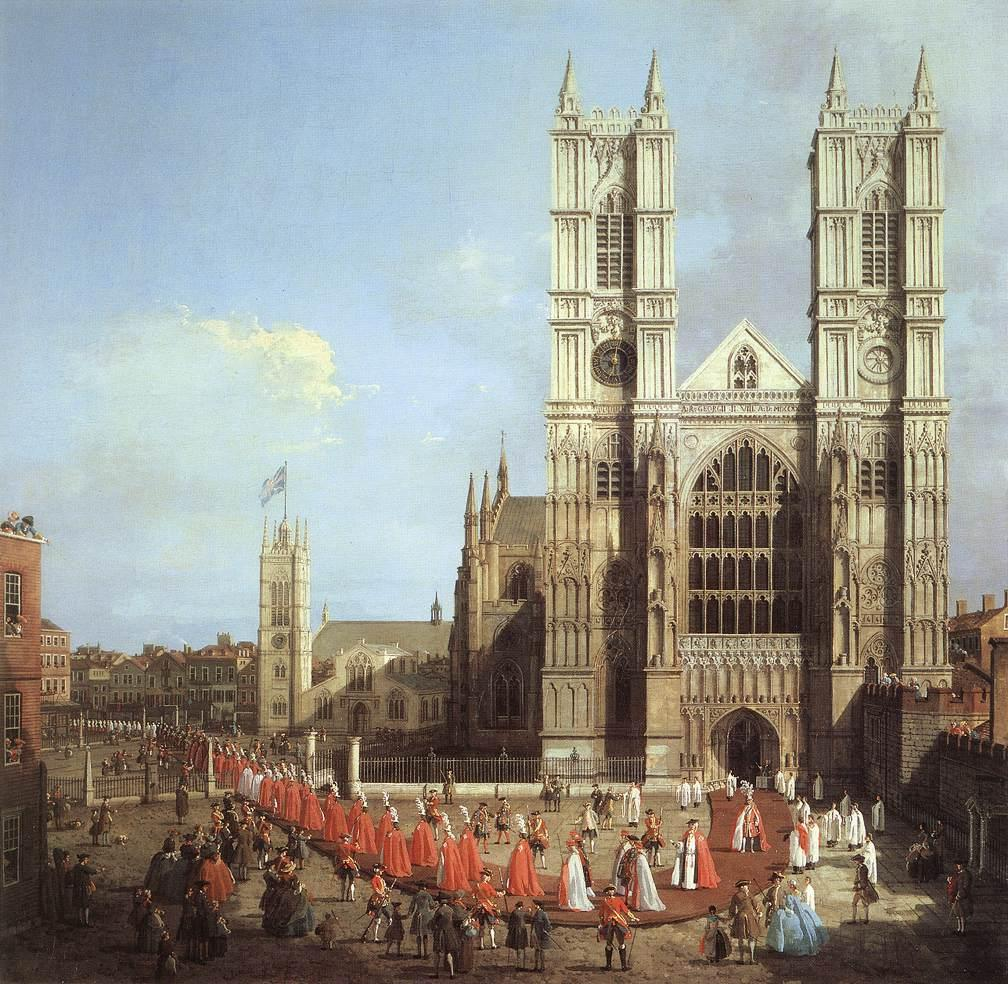
Abadia de Westminster, por Canaletto

A polémica das vestimentas surgiu na Reforma Inglesa, mais ostensivamente em relação às vestimentas da liturgia, mas mais fundamentalmente preocupada com a identidade, doutrina, igreja e várias práticas da Igreja protestante inglesa. Foi iniciada pela primeira vez pela rejeição de John Hooper em relação às vestimentas clericais na Igreja de Inglaterra no reinado de Eduardo VI e reavivadas no reinado de Isabel I, sendo que a controvérsia foi mais além, sobre o desenvolvimento das formas de puritanismo e anglicanismo ingleses, embora esses dois tipos de etiquetas são problematicamente amplos e que abrange uma série de diferentes posições.